# Cricket World Cup 2015
Der ICC Cricket World Cup 2015 wurde vom 14. Februar bis zum 29. März 2015 in Australien und Neuseeland ausgetragen. Es war der elfte Cricket World Cup im vierjährlichen Turnierzyklus im One-Day International-Format, der vom Weltverband International Cricket Council (ICC) organisiert wird, und der zweite in Ozeanien. Beide Länder waren gemeinsam Gastgeber des Cricket World Cup 1992.
Das Turnierformat von 2011 blieb unverändert und 14 Cricket-Nationalmannschaften nahmen am Cricket World Cup 2015 teil: Die damals zehn Test-Cricket-Länder (Australien, Bangladesch, England, Indien, Neuseeland, Pakistan, Simbabwe, Sri Lanka, Südafrika und die West Indies), sowie die zwei besten Mannschaften der World Cricket League Championship 2011–2013 (Afghanistan und Irland) und die zwei besten Mannschaften der Cricket World Cup Qualifier 2014 (Schottland und die Vereinigten Arabischen Emirate). Während des Cricket World Cup 2015 wurden 49 Spiele absolviert, darunter 42 in der Vorrunde und sieben in der Finalrunde, einschließlich des Finales. Die Mannschaften wurden in zwei Gruppen zu je sieben Teams eingeteilt, wobei jedes einmal gegen die anderen der Gruppe antrat. Die vier besten Mannschaften jeder Gruppe qualifizierten sich für das Viertelfinale. Dieser World Cup wurde im One-Day International-Format ausgetragen, wobei jedes Team jeweils ein Innings über maximal 50 Over bestritten hat.
Der Mitgastgeber Australien gewann das Finale im Melbourne Cricket Ground in Melbourne gegen den Mitgastgeber Neuseeland mit sieben Wickets und somit seinen fünften Titel. Australien wurde nach Indien 2011 der zweite Gastgeber nacheinander, der das Turnier gewann. Außerdem war es das erste Finale in der Turniergeschichte, das zwischen zwei ozeanischen Mannschaften – und von der südlichen Hemisphäre – ausgespielt wurde. Das Melbourne Cricket Ground wurde nach Lord’s in London das zweite Cricketstadion, das mehr als ein Finale – nach 1992 – austrug. Der Titelverteidiger Indien und Südafrika waren die anderen beiden Halbfinalisten. Afghanistan nahm erstmals an einem Cricket World Cup teil. Damit ist es der bisher einzige Cricket World Cup, an dem sechs asiatische Mannschaften teilnahmen.
Mit etwa 1,5 Milliarden Fernsehzuschauern war der Cricket World Cup 2015 der damals meistgesehene Cricket World Cup. Das Spiel zwischen den „Erzrivalen“ Indien und Pakistan am 15. Februar 2015 im Adelaide Oval in Adelaide sahen etwa eine Milliarde Fernsehzuschauer. Die 49 Spiele wurden von insgesamt 1.016.420 Zuschauern besucht, die zweitmeisten bei einem Cricket World Cup nach dem Turnier 2023 und vor dem 2019.

## Vergabe
Der ICC vergab die drei Weltmeisterschaften 2011, 2015 und 2019 am 30. April 2006. Dabei verlor die gemeinsame Bewerbung von Australien und Neuseeland zunächst in der Vergabe der Weltmeisterschaft 2011 mit drei zu zehn Stimmen gegen die gemeinsame Bewerbung von Bangladesch, Indien, Pakistan und Sri Lanka. Im weiteren Verlauf der Sitzung wurde dann Australien und Neuseeland der Zuschlag für die Austragung im Jahr 2015 gegeben, nachdem England sich ausschließlich für 2019 beworben hatte.

## Teilnehmer

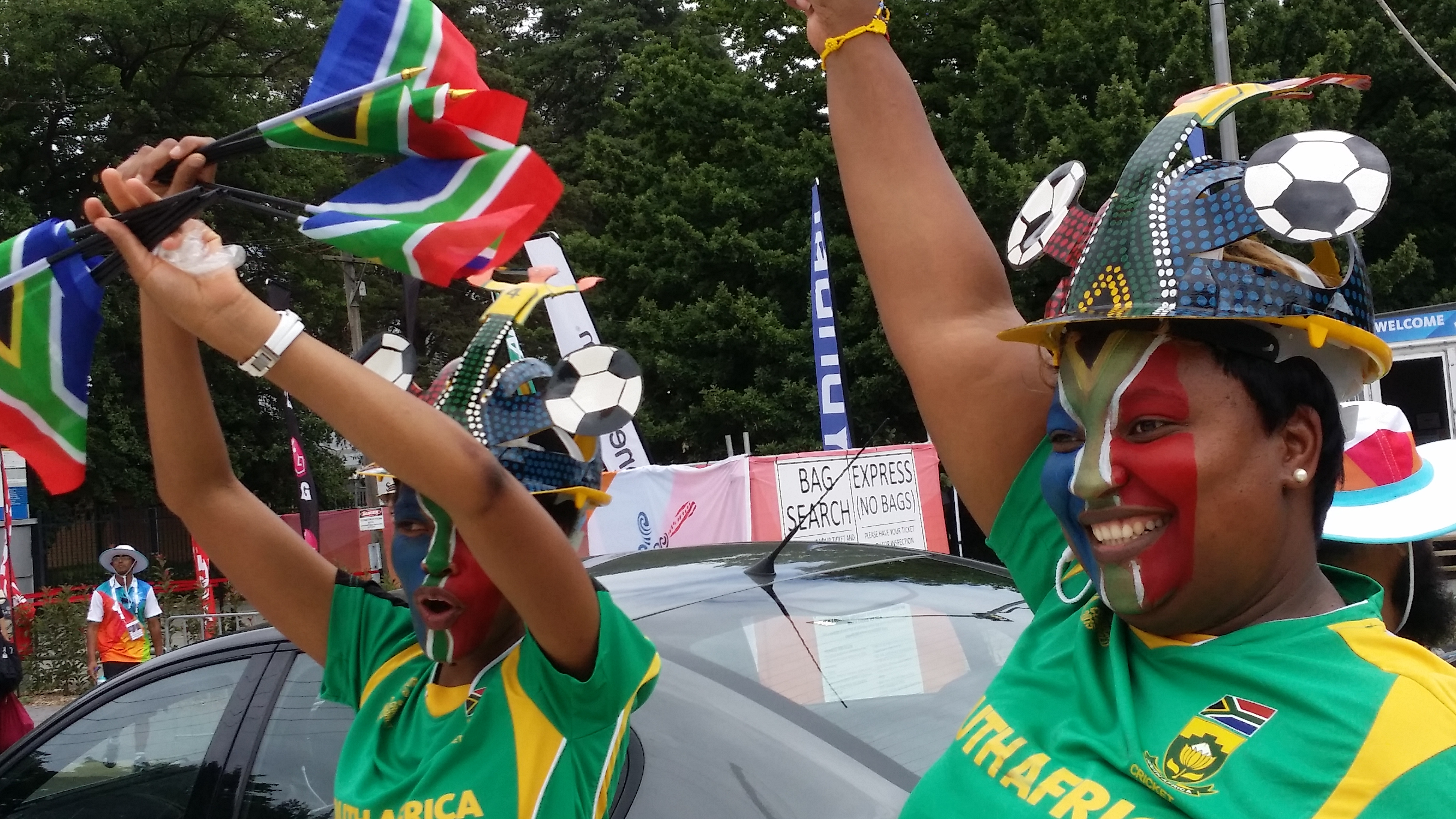
Südafrikanische Fans während des Cricket World Cup 2015

Die folgenden 14 Mannschaften qualifizierten sich für den Cricket World Cup 2015: Australien (Mitgastgeber), Bangladesch, England, Indien, Neuseeland (Mitgastgeber), Pakistan, Simbabwe, Sri Lanka, Südafrika und die West Indies qualifizierten sich als Vollmitglieder des International Cricket Council mit Test-Cricket-Status automatisch für den Cricket World Cup 2015. Afghanistan und Irland qualifizierten sich während der World Cricket League Championship 2011–2013, Schottland und die Vereinigten Arabischen Emirate während des Cricket World Cup Qualifier 2014.
Neben den zehn Testnationen sollten weitere vier Teilnehmer durch die ICC World Cricket League 2009–14 beziehungsweise den ICC Cricket World Cup Qualifier 2013 ermittelt werden. Dieses wurde jedoch durch den ICC ausgesetzt, da bei diesem Turnier nur die zehn Testnationen teilnehmen sollten. Die Entscheidung revidierte der ICC Ende Juni 2011 jedoch aufgrund des Protestes der assoziierten Mitglieder, so dass sich weitere vier Mannschaften qualifizieren konnten.
Neben den aktuellen zehn Testnationen starteten somit vier weitere Mannschaften. Zwei Teams qualifizierten sich dabei als bestplatzierte der World Cricket League Championship 2011–2013. Zwei weitere Mannschaften wurden bei der Cricket World Cup Qualifier 2014 in Neuseeland ermittelt.

Teilnehmende Länder des Cricket World Cups 2015; insgesamt 24 Teams nahmen teil.
Vollmitglieder des International Cricket Councils (ICC)
Qualifiziert bei der ICC World Cricket League 2009–14 oder der ICC Cricket World Cup Qualifier 2014
In der Qualifikation gescheitert
Keine Teilnahme

| Land               | Qualifikationsgrundlage                     | Turnierteilnahme | Letztmalige Teilnahme | Bestes Ergebnis                                 | Rang | Gruppe |
| ------------------ | ------------------------------------------- | ---------------- | --------------------- | ----------------------------------------------- | ---- | ------ |
| Australien         | Gastgeber                                   | Elfte            | 2011                  | Weltmeister (1987, 1999, 2003, 2007)            | 4    | A      |
| Neuseeland         | Gastgeber                                   | Elfte            | 2011                  | Halbfinale (1975, 1979, 1992, 1999, 2007, 2011) | 9    | A      |
| Bangladesch        | Vollmitglieder                              | Fünfte           | 2011                  | Super Eight (2007)                              | 8    | A      |
| England            | Vollmitglieder                              | Elfte            | 2011                  | Finalist (1979, 1987, 1992)                     | 1    | A      |
| Indien             | Vollmitglieder                              | Elfte            | 2011                  | Weltmeister (1983, 2011)                        | 3    | B      |
| Pakistan           | Vollmitglieder                              | Elfte            | 2011                  | Weltmeister (1992)                              | 6    | B      |
| Simbabwe           | Vollmitglieder                              | Neunte           | 2011                  | Super Six (1999, 2003)                          | 10   | B      |
| Sri Lanka          | Vollmitglieder                              | Elfte            | 2011                  | Weltmeister (1996)                              | 5    | A      |
| Südafrika          | Vollmitglieder                              | Siebte           | 2011                  | Halbfinale (1992, 1999, 2007)                   | 2    | B      |
| West Indies        | Vollmitglieder                              | Elfte            | 2011                  | Weltmeister (1975, 1979)                        | 7    | B      |
| Afghanistan        | World Cricket League Championship 2011–2013 | Erste            | –                     | Debüt                                           | 12   | A      |
| Irland             | World Cricket League Championship 2011–2013 | Dritte           | 2011                  | Super Eight (2007)                              | 11   | B      |
| Schottland         | Cricket World Cup Qualifier 2014            | Dritte           | 2007                  | Vorrunde (1999, 2007)                           | 13   | A      |
| Ver. Arab. Emirate | Cricket World Cup Qualifier 2014            | Zweite           | 1996                  | Vorrunde (1996)                                 | 14   | B      |

## Austragungsorte
Als Austragungsorte wurden 14 Stadien ausgewählt, davon jeweils sieben in Australien und Neuseeland.
| Adelaide |

| Brisbane |

| Canberra |

| Hobart |

| Melbourne |

| Perth |

| Sydney |

| Adelaide |

| Brisbane |

| Canberra |

| Hobart |

| Melbourne |

| Perth |

| Sydney |

| Auckland |

| Christchurch |

| Dunedin |

| Hamilton |

| Napier |

| Nelson |

| Wellington |

| Auckland |

| Christchurch |

| Dunedin |

| Hamilton |

| Napier |

| Nelson |

| Wellington |

## Format
Der Cricket World Cup 2015 wurde über 45 Tage zwischen 14 verschiedenen Mannschaften über 49 Spiele ausgetragen. Er begann am 14. Februar 2015 im Hagley Oval in Christchurch, Neuseeland, mit dem Eröffnungsspiel zwischen dem Mitgastgeber Neuseeland und Sri Lanka. Das Turnier endete am 29. März im Melbourne Cricket Ground in Melbourne, Australien, mit dem Finale zwischen Australien und Neuseeland, wobei Australien die ICC Cricket World Cup Trophy gewann. Ein ähnliches Format kam beim Cricket World Cup 1996 zur Anwendung, damals nahmen zwölf statt 14 Mannschaften teil; dasselbe Turnierformat wurde beim Cricket World Cup 2011 angewendet, einschließlich derselben Anzahl Mannschaften (14).

### Spielplan
Die nachfolgende Tabelle zeigt das tägliche Programm des Cricket World Cup 2015. Dabei steht ein rotes Kästchen für die Eröffnungs- und Schlusszeremonie, ein violettes Kästchen für Vorrundenspiele, ein grünes Kästchen für Finalrundenspiele und ein gelbes Kästchen für das Finale.
| Vorrunde Februar/März | Do. 12. | Fr. 13. | Sa. 14. | So. 15. | Mo. 16. | Di. 17. | Mi. 18. | Do. 19. | Fr. 20. | Sa. 21. | So. 22. | Mo. 23. | Di. 24. | Mi. 25. | Do. 26. | Fr. 27. | Sa. 28. | So. 1. | Mo. 2. | Di. 3. | Mi. 4. | Do. 5. | Fr. 6. | Sa. 7. | So. 8. | Mo. 9. | Di. 10. | Mi. 11. | Do. 12. | Fr. 13. | Sa. 14. | So. 15. |
| --------------------- | ------- | ------- | ------- | ------- | ------- | ------- | ------- | ------- | ------- | ------- | ------- | ------- | ------- | ------- | ------- | ------- | ------- | ------ | ------ | ------ | ------ | ------ | ------ | ------ | ------ | ------ | ------- | ------- | ------- | ------- | ------- | ------- |
| Zeremonien            |         |         |         |         |         |         |         |         |         |         |         |         |         |         |         |         |         |        |        |        |        |        |        |        |        |        |         |         |         |         |         |         |
| Gruppe A              |         |         | 2       |         |         | 1       | 1       |         | 1       | 1       | 1       | 1       |         |         | 2       |         | 1       | 1      |        |        | 1      | 1      |        |        | 2      | 1      |         | 1       |         | 2       | 1       |         |
| Gruppe B              |         |         |         | 2       | 1       |         |         | 1       |         | 1       | 1       |         | 1       | 1       |         | 1       | 1       | 1      |        | 1      | 1      |        | 1      | 2      |        |        | 1       |         | 1       |         | 1       | 2       |
| Finalrunde März       | Mo. 16. | Di. 17. | Mi. 18. | Do. 19. | Fr. 20. | Sa. 21. | So. 22. | Mo. 23. | Di. 24. | Mi. 25. | Do. 26. | Fr. 27. | Sa. 28. | So. 29. |         |         |         |        |        |        |        |        |        |        |        |        |         |         |         |         |         |         |
| Zeremonien            |         |         |         |         |         |         |         |         |         |         |         |         |         |         |         |         |         |        |        |        |        |        |        |        |        |        |         |         |         |         |         |         |
| Finalrunde            |         |         | 1       | 1       | 1       | 1       |         |         | 1       |         | 1       |         |         | 1       |         |         |         |        |        |        |        |        |        |        |        |        |         |         |         |         |         |         |

| Farblegende                  |
| Eröffnungs- und Schlussfeier |
| Vorrunde                     |
| Finalrunde                   |
| Finale                       |

### Gruppen
| Gruppe A                                                                   | Gruppe B                                                                 |
| -------------------------------------------------------------------------- | ------------------------------------------------------------------------ |
| Afghanistan Australien Bangladesch England Neuseeland Schottland Sri Lanka | Irland Indien Pakistan Simbabwe Südafrika Ver. Arab. Emirate West Indies |

### Vorrunde
Der Cricket World Cup 2015 wurde zwischen 14 Nationalmannschaften ausgespielt. Für die Vorrunde wurden die Mannschaften in zwei Gruppen zu je sieben Mannschaften eingeteilt mit demselben Turnierformat wie 2011. In welche Gruppe jede Mannschaft eingeteilt wurde, wurde in der Auslosung festgelegt. Jede Mannschaft bestritt ein Spiel gegen jede andere seiner Gruppe. Für einen Sieg gab es zwei Tabellenpunkte, für ein Unentschieden oder No Result einen Punkt, für eine Niederlage keinen Punkt. Hatten zwei Mannschaften dieselbe Anzahl an Tabellenpunkten, wurde der Tabellenrang anhand der Net Run Rate, gefolgt von der Net Bowl Rate und dem direkten Vergleich ermittelt.
Am Ende der Vorrunde qualifizierten sich die jeweils vier besten einer Gruppe für die Finalrunde.

### Finalrunde
Ab dieser Phase nahm das Turnier ein K.-o.-System an, für das sich die vier besten Mannschaften der Gruppe qualifizierten. Jedes Spiel musste zwingend mit einem Sieg enden. Gab es nach beiden Innings keinen Sieger, wurde das Spiel durch ein Super Over entschieden.

## Schiedsrichter
Der ICC verkündete am 2. Dezember 2014 die Schiedsrichter des Turniers. Dabei wählten sie fünf Referees aus dem Elite Panel of ICC Match Referees, zwölf Umpires aus dem Elite Panel of ICC Umpires und acht Umpires aus dem International Panel of ICC Umpires. Die ausgewählten Spieloffiziellen sind:
| Name                  | Land                | Funktion/Panel       |
| --------------------- | ------------------- | -------------------- |
| David Boon            | Australien          | Referee              |
| Chris Broad           | England             | Referee              |
| Jeff Crowe            | Neuseeland          | Referee              |
| Ranjan Madugalle      | Sri Lanka           | Referee              |
| Roshan Mahanama       | Sri Lanka           | Referee              |
| Aleem Dar             | Pakistan            | Elite Umpire         |
| Billy Bowden          | Neuseeland          | Elite Umpire         |
| Bruce Oxenford        | Australien          | Elite Umpire         |
| Ian Gould             | England             | Elite Umpire         |
| Kumar Dharmasena      | Sri Lanka           | Elite Umpire         |
| Marais Erasmus        | Südafrika           | Elite Umpire         |
| Nigel Llong           | England             | Elite Umpire         |
| Paul Reiffel          | Australien          | Elite Umpire         |
| Richard Illingworth   | England             | Elite Umpire         |
| Richard Kettleborough | England             | Elite Umpire         |
| Rod Tucker            | Australien          | Elite Umpire         |
| Steve Davis           | Australien          | Elite Umpire         |
| Johan Cloete          | Südafrika           | International Umpire |
| Simon Fry             | Australien          | International Umpire |
| Chris Gaffaney        | Neuseeland          | International Umpire |
| Michael Gough         | England             | International Umpire |
| Ranmore Martinesz     | Sri Lanka           | International Umpire |
| Richira Palliyaguru   | Sri Lanka           | International Umpire |
| S. Ravi               | Indien              | International Umpire |
| Joel Wilson           | Trinidad und Tobago | International Umpire |

## Mannschaftskader
Jedes Team wählte einen vorläufigen 30-köpfigen Kader, der dann auf 15 Spieler reduziert wurde. Die Mannschaftslisten mussten bis zum 7. Januar 2015 dem International Cricket Council vorgelegt werden. Als erstes Team benannte England seinen Kader am 20. Dezember 2014. Es folgten Afghanistan am 29. Dezember 2014, Bangladesch am 4. Januar, Irland am 5. Januar, Pakistan, Simbabwe, Sri Lanka und Südafrika am 7. Januar 2015.
| Afghanistan | Australien | Bangladesch | England | Indien |
| --- | --- | --- | --- | --- |
| - Mohammad Nabi (K) - Javed Ahmadi (VK) - Afsar Zazai (wk) - Aftab Alam - Asghar Afghan - Dawlat Zadran - Gulbadin Naib - Hamid Hassan - Mirwais Ashraf - Najibullah Zadran - Nasir Jamal - Nawroz Mangal - Samiullah Shenwari - Shafiqullah (wk) - Shapoor Zadran - Usman Ghani | - Michael Clarke (K) - George Bailey (VK) - Pat Cummins - Xavier Doherty - James Faulkner - Aaron Finch - Brad Haddin (wk) - Josh Hazlewood - Mitchell Johnson - Mitchell Marsh - Glenn Maxwell - Steve Smith - Mitchell Starc - David Warner - Shane Watson               | - Mashrafe Mortaza (K) - Shakib Al Hasan (VK) - Al Amin Hossain - Anamul Haque (wk) - Arafat Sunny - Imrul Kayes - Mahmudullah - Mominul Haque - Mushfiqur Rahim - Nasir Hossain - Rubel Hossain - Sabbir Rahman - Shafiul Islam - Soumya Sarkar - Taijul Islam - Tamim Iqbal - Taskin Ahmed | - Eoin Morgan (K) - Jos Buttler (VK, wk) - Moeen Ali - James Anderson - Gary Ballance - Ian Bell - Ravi Bopara - Stuart Broad - Steven Finn - Alex Hales - Chris Jordan - Joe Root - James Taylor - James Tredwell - Chris Woakes                                                           | - MS Dhoni (K, wk) - Virat Kohli (VK) - Ravichandran Ashwin - Stuart Binny - Shikhar Dhawan - Ravindra Jadeja - Bhuvneshwar Kumar - Axar Patel - Ajinkya Rahane - Suresh Raina - Ambati Rayudu (wk) - Mohammed Shami - Ishant Sharma - Mohit Sharma - Rohit Sharma - Umesh Yadav                 |
| Irland | Neuseeland | Pakistan | Schottland | Simbabwe |
| - William Porterfield (K) - Andrew Balbirnie (VK) - Peter Chase - Alex Cusack - George Dockrell - Ed Joyce - Andy McBrine - John Mooney - Tim Murtagh - Kevin O’Brien - Niall O’Brien (wk) - Max Sorensen - Paul Stirling - Stuart Thompson - Gary Wilson (wk) - Craig Young | - Brandon McCullum (K) - Kane Williamson (VK) - Corey Anderson - Trent Boult - Grant Elliott - Martin Guptill - Matt Henry - Tom Latham - Mitchell McClenaghan - Nathan McCullum - Kyle Mills - Adam Milne - Luke Ronchi (wk) - Tim Southee - Ross Taylor - Daniel Vettori | - Misbah-ul-Haq (K) - Shahid Afridi (VK) - Sarfaraz Ahmed (VK, wk) - Ahmed Shehzad - Haris Sohail - Junaid Khan - Mohammad Hafeez - Mohammad Irfan - Nasir Jamshed - Rahat Ali - Sohaib Maqsood - Sohail Khan - Wahab Riaz - Yasir Shah - Younis Khan                                        | - Preston Mommsen (K) - Kyle Coetzer (VK) - Richie Berrington - Freddie Coleman - Matthew Cross (wk) - Josh Davey - Alasdair Evans - Hamish Gardiner - Majid Haq - Michael Leask - Matt Machan - Calum MacLeod - Safyaan Sharif - Robert Taylor - Iain Wardlaw                              | - Elton Chigumbura (K) - Brendan Taylor (VK, wk) - Regis Chakabva (wk) - Tendai Chatara - Chamu Chibhabha - Craig Ervine - Tafadzwa Kamungozi - Hamilton Masakadza - Stuart Matsikenyeri - Solomon Mire - Tawanda Mupariwa - Tinashe Panyangara - Sikandar Raza - Prosper Utseya - Sean Williams |
| Sri Lanka | Südafrika | Ver. Arab. Emirate | West Indies | |
| - Angelo Mathews (K) - Lahiru Thirimanne (VK) - Dushmantha Chameera - Dinesh Chandimal (wk) - Tillakaratne Dilshan - Rangana Herath - Mahela Jayawardene - Dimuth Karunaratne - Tharindu Kaushal - Nuwan Kulasekara - Suranga Lakmal - Lasith Malinga - Jeevan Mendis - Kusal Perera - Thisara Perera - Dhammika Prasad - Seekkuge Prasanna - Kumar Sangakkara (wk) - Sachithra Senanayake - Upul Tharanga | - AB de Villiers (K, wk) - Hashim Amla (K) - Kyle Abbott - Farhaan Behardien - JP Duminy - Quinton de Kock (wk) - David Miller - Morné Morkel - Wayne Parnell - Aaron Phangiso - Vernon Philander - Faf du Plessis - Rilee Rossouw - Dale Steyn - Imran Tahir              | - Mohammad Tauqir (K) - Khurram Khan (VK) - Fahad Al Hashmi - Amjad Ali (wk) - Shaiman Anwar - Nasir Aziz - Andri Berenger - Krishna Chandran - Manjula Guruge - Saqlain Haider (wk) - Amjad Javed - Rohan Mustafa - Mohammad Naveed - Swapnil Patil (wk) - Kamran Shazad                    | - Jason Holder (K) - Marlon Samuels (K) - Sulieman Benn - Darren Bravo - Jonathan Carter - Johnson Charles - Sheldon Cottrell - Chris Gayle - Nikita Miller - Sunil Narine - Denesh Ramdin (wk) - Kemar Roach - Andre Russell - Darren Sammy - Lendl Simmons - Dwayne Smith - Jerome Taylor | |

## Aufwärmspiele
Wie vor großen Turnieren üblich, fanden vor dem World Cup Aufwärmspiele für die Teilnehmer statt, damit diese die Möglichkeit haben, sich auf die Bedingungen einzustellen. Bei diesen trug jede Mannschaft jeweils zwei Spiele aus. Diese Spiele besitzen keinen ODI-Status.
| 8. Februar Scorecard | Adelaide | Australien 371 (48.2)           | – | Indien 265 (45.1) |
|                      |          | Australien gewinnt mit 106 Runs |   |                   |

| 9. Februar Scorecard | Lincoln | Neuseeland 157-7 (30.1) | – | Simbabwe |
|                      |         | No Result               |   |          |

| 9. Februar Scorecard | Christchurch | Sri Lanka 279-7 (44.4)                       | – | Südafrika 188-5 (24.3/25) |
|                      |              | Südafrika gewinnt mit 5 Wickets (D/L method) |   |                           |

| 9. Februar Scorecard | Sydney | Bangladesch 246 (49.5)         | – | Pakistan 247-7 (48.1) |
|                      |        | Pakistan gewinnt mit 3 Wickets |   |                       |

| 9. Februar Scorecard | Sydney | West Indies 122 (29.3)        | – | England 125-1 (22.5) |
|                      |        | England gewinnt mit 9 Wickets |   |                      |

| 10. Februar Scorecard | Adelaide | Indien 364-5 (50)           | – | Afghanistan 211-8 (50) |
|                       |          | Indien gewinnt mit 153 Runs |   |                        |

| 10. Februar Scorecard | Sydney | Schottland 296-6 (50)           | – | Irland 117 (27.0) |
|                       |        | Schottland gewinnt mit 179 Runs |   |                   |

| 11. Februar Scorecard | Christchurch | Neuseeland 331-8 (50)           | – | Südafrika 197 (44.2) |
|                       |              | Neuseeland gewinnt mit 134 Runs |   |                      |

| 11. Februar Scorecard | Lincoln | Sri Lanka 279-8 (50)           | – | Simbabwe 281-3 (45.2) |
|                       |         | Simbabwe gewinnt mit 7 Wickets |   |                       |

| 11. Februar Scorecard | Melbourne | Australien 304-8 (50)           | – | Ver. Arab. Emirate 116 (30.1) |
|                       |           | Australien gewinnt mit 188 Runs |   |                               |

| 11. Februar Scorecard | Sydney | England 250-8 (50)             | – | Pakistan 252-6 (48.5) |
|                       |        | Pakistan gewinnt mit 4 Wickets |   |                       |

| 12. Februar Scorecard | Sydney | Bangladesch 189 (48.2)       | – | Irland 190-6 (46.5) |
|                       |        | Irland gewinnt mit 4 Wickets |   |                     |

| 12. Februar Scorecard | Sydney | West Indies 313-9 (50)         | – | Schottland 310-9 (50) |
|                       |        | West Indies gewinnt mit 3 Runs |   |                       |

| 13. Februar Scorecard | Melbourne | Afghanistan 308-9 (50)          | – | Ver. Arab. Emirate 294 (48.2) |
|                       |           | Afghanistan gewinnt mit 14 Runs |   |                               |

## Vorrunde
Bei Punktgleichheit in der Tabelle galten folgende Kriterien: 1. Zahl der Siege, 2. Net Run Rate (NRR), 3. Direkter Vergleich (zunächst Punkte, danach NRR aus diesen Spielen), 4. Setzliste.

### Gruppe A
In der Gruppe A konnten sich die beiden Gastgebernationen, Neuseeland und Australien, klar durchsetzen. Auf den Plätzen dahinter gelang es zunächst Sri Lanka die Oberhand zu gewinnen, als sie gegen England gewannen. Im entscheidenden Spiel um die Qualifikation für das Viertelfinale konnte sich schließlich Bangladesch, ebenfalls gegen England, den verbliebenen Viertelfinalplatz sichern. Bei den Associates erzielte Afghanistan bei der ersten Teilnahme seinen ersten Sieg bei einer Weltmeisterschaft.
Tabelle
| Gruppe A    | Sp. | S | N | NR | P  | NRR    |
| ----------- | --- | - | - | -- | -- | ------ |
| Neuseeland  | 6   | 6 | 0 | 0  | 12 | +2.564 |
| Australien  | 6   | 4 | 1 | 1  | 9  | +2.257 |
| Sri Lanka   | 6   | 4 | 2 | 0  | 8  | +0.371 |
| Bangladesch | 6   | 3 | 2 | 1  | 7  | +0.136 |
| England     | 6   | 2 | 4 | 0  | 4  | −0.753 |
| Afghanistan | 6   | 1 | 5 | 0  | 2  | −1.853 |
| Schottland  | 6   | 0 | 6 | 0  | 0  | −2.218 |

Spiele
| 14. Februar Scorecard | Christchurch | Neuseeland 331-6 (50)          | – | Sri Lanka 233 (46.1) |
|                       |              | Neuseeland gewinnt mit 98 Runs |   |                      |

Sri Lanka gewann den Münzwurf und entschied sich als Feldmannschaft zu beginnen. Als Spieler des Spiels wurde Corey Anderson ausgezeichnet.
| 14. Februar Scorecard | Melbourne | Australien 342-9 (50)           | – | England 231 (41.5) |
|                       |           | Australien gewinnt mit 111 Runs |   |                    |

England gewann den Münzwurf und entschied sich als Feldmannschaft zu beginnen. Als Spieler des Spiels wurde Aaron Finch ausgezeichnet.
| 17. Februar Scorecard | Dunedin | Schottland 142 (36.2)            | – | Neuseeland 146-7 (24.5) |
|                       |         | Neuseeland gewinnt mit 3 Wickets |   |                         |

Neuseeland gewann den Münzwurf und entschied sich als Feldmannschaft zu beginnen. Als Spieler des Spiels wurde Trent Boult ausgezeichnet.
| 18. Februar Scorecard | Canberra | Bangladesch 267 (50)             | – | Afghanistan 162 (42.5) |
|                       |          | Bangladesch gewinnt mit 105 Runs |   |                        |

Bangladesch gewann den Münzwurf und entschied sich als Feldmannschaft zu beginnen. Als Spieler des Spiels wurde Mushfiqur Rahim ausgezeichnet.
| 20. Februar Scorecard | Wellington | England 123 (33.2)               | – | Neuseeland 125-2 (12.2) |
|                       |            | Neuseeland gewinnt mit 8 Wickets |   |                         |

England gewann den Münzwurf und entschied sich als Feldmannschaft zu beginnen. Als Spieler des Spiels wurde Tim Southee ausgezeichnet.
| 21. Februar Scorecard | Brisbane | Australien | – | Bangladesch |
|                       |          | Abgesagt   |   |             |

Auf Grund von Regenfällen konnte das Spiel nicht ausgetragen werden.
| 22. Februar Scorecard | Dunedin | Afghanistan 232 (49.4)          | – | Sri Lanka 236-6 (48.2) |
|                       |         | Sri Lanka gewinnt mit 4 Wickets |   |                        |

Sri Lanka gewann den Münzwurf und entschied sich als Feldmannschaft zu beginnen. Als Spieler des Spiels wurde Mahela Jaywardene ausgezeichnet.
| 23. Februar Scorecard | Christchurch | England 303-8 (50)           | – | Schottland 184 (42.2) |
|                       |              | England gewinnt mit 119 Runs |   |                       |

Schottland gewann den Münzwurf und entschied sich als Feldmannschaft zu beginnen. Als Spieler des Spiels wurde Moeen Ali ausgezeichnet.
| 26. Februar Scorecard | Dunedin | Schottland 210 (50)              | – | Afghanistan 211-9 (49.3) |
|                       |         | Afghanistan gewinnt mit 1 Wicket |   |                          |

Afghanistan gewann den Münzwurf und entschied sich als Feldmannschaft zu beginnen. Als Spieler des Spiels wurde Samiullah Shenwari ausgezeichnet.
| 26. Februar Scorecard | Melbourne | Sri Lanka 332-1 (50)          | – | Bangladesch 240 (47.0) |
|                       |           | Sri Lanka gewinnt mit 92 Runs |   |                        |

Sri Lanka gewann den Münzwurf und entschied sich als Schlagmannschaft zu beginnen. Als Spieler des Spiels wurde Tillakaratne Dilshan ausgezeichnet.
| 28. Februar Scorecard | Auckland | Australien 151 (32.2)           | – | Neuseeland 152-9 (23.1) |
|                       |          | Neuseeland gewinnt mit 1 Wicket |   |                         |

Australien gewann den Münzwurf und entschied sich als Schlagmannschaft zu beginnen. Als Spieler des Spiels wurde Trent Boult ausgezeichnet.
| 1. März Scorecard | Wellington | England 309-6 (50)              | – | Sri Lanka 312-1 (47.2) |
|                   |            | Sri Lanka gewinnt mit 9 Wickets |   |                        |

England gewann den Münzwurf und entschied sich als Schlagmannschaft zu beginnen. Als Spieler des Spiels wurde Kumar Sangakkara ausgezeichnet.
| 4. März Scorecard | Perth | Australien 417-6 (50)           | – | Afghanistan 142 (37.3) |
|                   |       | Australien gewinnt mit 275 Runs |   |                        |

Afghanistan gewann den Münzwurf und entschied sich als Feldmannschaft zu beginnen. Als Spieler des Spiels wurde David Warner ausgezeichnet.
| 5. März Scorecard | Nelson | Schottland 318-8 (50)             | – | Bangladesch 322-4 (48.1) |
|                   |        | Bangladesch gewinnt mit 6 Wickets |   |                          |

Bangladesch gewann den Münzwurf und entschied sich als Feldmannschaft zu beginnen. Als Spieler des Spiels wurde Kyle Coetzer ausgezeichnet.
| 8. März Scorecard | Napier | Afghanistan 186 (47.4)           | – | Neuseeland 188-4 (36.1) |
|                   |        | Neuseeland gewinnt mit 6 Wickets |   |                         |

Afghanistan gewann den Münzwurf und entschied sich als Schlagmannschaft zu beginnen. Als Spieler des Spiels wurde Daniel Vettori ausgezeichnet.
| 8. März Scorecard | Sydney | Australien 376-9 (50)          | – | Sri Lanka 312-9 (46.2) |
|                   |        | Australien gewinnt mit 64 Runs |   |                        |

Australien gewann den Münzwurf und entschied sich als Feldmannschaft zu beginnen. Als Spieler des Spiels wurde Glenn Maxwell ausgezeichnet.
| 9. März Scorecard | Adelaide | Bangladesch 275-7 (50)          | – | England 260 (48.3) |
|                   |          | Bangladesch gewinnt mit 15 Runs |   |                    |

England gewann den Münzwurf und entschied sich als Feldmannschaft zu beginnen. Als Spieler des Spiels wurde Mahmudullah ausgezeichnet.
| 11. März Scorecard | Hobart | Sri Lanka 363-9 (50)           | – | Schottland 215 (43.1) |
|                    |        | Sri Lanka gewinnt mit 148 Runs |   |                       |

Sri Lanka gewann den Münzwurf und entschied sich als Schlagmannschaft zu beginnen. Als Spieler des Spiels wurde Kumar Sangakkara ausgezeichnet.
| 13. März Scorecard | Hamilton | Bangladesch 288-7 (50)           | – | Neuseeland 290-7 (48.5) |
|                    |          | Neuseeland gewinnt mit 3 Wickets |   |                         |

Neuseeland gewann den Münzwurf und entschied sich als Feldmannschaft zu beginnen. Als Spieler des Spiels wurde Martin Guptill ausgezeichnet.
| 13. März Scorecard | Sydney | Afghanistan 111-7 (36.2/36.2)              | – | England 101-1 (18.1/25) |
|                    |        | England gewinnt mit 9 Wickets (D/L method) |   |                         |

England gewann den Münzwurf und entschied sich als Feldmannschaft zu beginnen. Als Spieler des Spiels wurde Chris Jordan ausgezeichnet.
| 14. März Scorecard | Hobart | Schottland 130 (25.4)            | – | Australien 133-3 (15.2) |
|                    |        | Australien gewinnt mit 7 Wickets |   |                         |

Australien gewann den Münzwurf und entschied sich als Feldmannschaft zu beginnen. Als Spieler des Spiels wurde Mitchell Starc ausgezeichnet.

### Gruppe B
In der Gruppe B war allein Indien die Mannschaft, die sich deutlich durchsetzen konnte. Südafrika, die sich als Zweiter für das Viertelfinale qualifizierten, gelang es, zweimal mehr als 400 Runs zu erzielen, leistete sich jedoch gegen Pakistan eine Niederlage. Dahinter lieferten sich Irland, Pakistan und West Indies ein knappes Rennen um die verbleibenden zwei Viertelfinalplätze. Zunächst gelang es Irland, sich gegen die West Indies durchzusetzen, jedoch führte die klare Niederlage gegen Südafrika zu einer schlechten Net Run Rate. Durch den Sieg Pakistans gegen Südafrika kam es zum entscheidenden letzten Gruppenspiel zwischen Pakistan und Irland. In diesem konnte sich Pakistan letztendlich für das Viertelfinale qualifizieren und Irland schied auf Grund seiner schlechteren Net Run Rate gegenüber den West Indies aus.
Tabelle
| Gruppe B           | Sp. | S | N | NR | P  | NRR    |
| ------------------ | --- | - | - | -- | -- | ------ |
| Indien             | 6   | 6 | 0 | 0  | 12 | +1.827 |
| Südafrika          | 6   | 4 | 2 | 0  | 8  | +1.707 |
| Pakistan           | 6   | 4 | 2 | 0  | 8  | −0.085 |
| West Indies        | 6   | 3 | 3 | 0  | 6  | −0.053 |
| Irland             | 6   | 3 | 3 | 0  | 6  | −0.933 |
| Simbabwe           | 6   | 1 | 5 | 0  | 2  | −0.527 |
| Ver. Arab. Emirate | 6   | 0 | 6 | 0  | 0  | −2.032 |

Spiele
| 15. Februar Scorecard | Hamilton | Südafrika 339-4 (50)          | – | Simbabwe 277 (48.7) |
|                       |          | Südafrika gewinnt mit 62 Runs |   |                     |

Simbabwe gewann den Münzwurf und entschied sich als Feldmannschaft zu beginnen. Als Spieler des Spiels wurde David Miller ausgezeichnet.
| 15. Februar Scorecard | Adelaide | Indien 300-7 (50)          | – | Pakistan 224 (47.0) |
|                       |          | Indien gewinnt mit 76 Runs |   |                     |

Indien gewann den Münzwurf und entschied sich als Schlagmannschaft zu beginnen. Als Spieler des Spiels wurde Virat Kohli ausgezeichnet.
| 16. Februar Scorecard | Nelson | West Indies 304-7 (50)       | – | Irland 307-6 (45.5) |
|                       |        | Irland gewinnt mit 4 Wickets |   |                     |

Irland gewann den Münzwurf und entschied sich als Feldmannschaft zu beginnen. Als Spieler des Spiels wurde Paul Stirling ausgezeichnet.
| 19. Februar Scorecard | Adelaide | Ver. Arab. Emirate 285-7 (50)  | – | Simbabwe 286-6 (48.0) |
|                       |          | Simbabwe gewinnt mit 4 Wickets |   |                       |

Simbabwe gewann den Münzwurf und entschied sich als Feldmannschaft zu beginnen. Als Spieler des Spiels wurde Sean Williams ausgezeichnet.
| 21. Februar Scorecard | Christchurch | West Indies 310-6 (50)           | – | Pakistan 160 (39.0) |
|                       |              | West Indies gewinnt mit 150 Runs |   |                     |

Pakistan gewann den Münzwurf und entschied sich als Feldmannschaft zu beginnen. Als Spieler des Spiels wurde Andre Russell ausgezeichnet.
| 22. Februar Scorecard | Melbourne | Indien 307-7 (50)           | – | Südafrika 177 (40.2) |
|                       |           | Indien gewinnt mit 130 Runs |   |                      |

Indien gewann den Münzwurf und entschied sich als Schlagmannschaft zu beginnen. Als Spieler des Spiels wurde Shikhar Dhawan ausgezeichnet.
| 24. Februar Scorecard | Canberra | West Indies 372-2 (50)                       | – | Simbabwe 289 (44.3/48) |
|                       |          | West Indies gewinnt mit 73 Runs (D/L method) |   |                        |

Die West Indies gewannen den Münzwurf und entschieden sich als Schlagmannschaft zu beginnen. Als Spieler des Spiels wurde Chris Gayle ausgezeichnet.
| 25. Februar Scorecard | Brisbane | Ver. Arab. Emirate 278-9 (50) | – | Irland 279-8 (49.2) |
|                       |          | Irland gewinnt mit 2 Wickets  |   |                     |

Irland gewann den Münzwurf und entschied sich als Feldmannschaft zu beginnen. Als Spieler des Spiels wurde Gary Wilson ausgezeichnet.
| 27. Februar Scorecard | Sydney | Südafrika 408-5 (50)           | – | West Indies 151 (33.1) |
|                       |        | Südafrika gewinnt mit 257 Runs |   |                        |

Südafrika gewann den Münzwurf und entschied sich als Schlagmannschaft zu beginnen. Als Spieler des Spiels wurde Ab de Villiers ausgezeichnet.
| 28. Februar Scorecard | Perth | Ver. Arab. Emirate 102 (31.3) | – | Indien 104-1 (18.5) |
|                       |       | Indien gewinnt mit 9 Wickets  |   |                     |

Die Vereinigten Arabischen Emirate gewannen den Münzwurf und entschieden sich als Schlagmannschaft zu beginnen. Als Spieler des Spiels wurde Ravichandran Ashwin ausgezeichnet.
| 1. März Scorecard | Brisbane | Pakistan 235-7 (50)          | – | Simbabwe 215 (49.4) |
|                   |          | Pakistan gewinnt mit 20 Runs |   |                     |

Pakistan gewann den Münzwurf und entschied sich als Schlagmannschaft zu beginnen. Als Spieler des Spiels wurde Wahab Riaz ausgezeichnet.
| 3. März Scorecard | Canberra | Südafrika 411-4 (50)           | – | Irland 210 (45.0) |
|                   |          | Südafrika gewinnt mit 201 Runs |   |                   |

Südafrika gewann den Münzwurf und entschied sich als Schlagmannschaft zu beginnen. Als Spieler des Spiels wurde Hashim Amla ausgezeichnet.
| 4. März Scorecard | Napier | Pakistan 339-6 (50)           | – | Ver. Arab. Emirate 210-8 (50) |
|                   |        | Pakistan gewinnt mit 129 Runs |   |                               |

Die Vereinigten Arabischen Emirate gewannen den Münzwurf und entschieden sich als Feldmannschaft zu beginnen. Als Spieler des Spiels wurde Ahmed Shehzad ausgezeichnet.
| 6. März Scorecard | Perth | West Indies 182 (44.2)       | – | Indien 185-6 (39.1) |
|                   |       | Indien gewinnt mit 4 Wickets |   |                     |

Die West Indies gewannen den Münzwurf und entschieden sich als Schlagmannschaft zu beginnen. Als Spieler des Spiels wurde Mohammed Shami ausgezeichnet.
| 7. März Scorecard | Auckland | Pakistan 222 (46.4/47)                    | – | Südafrika 202 (33.3/47) |
|                   |          | Pakistan gewinnt mit 29 Runs (D/L method) |   |                         |

Südafrika gewann den Münzwurf und entschied sich als Feldmannschaft zu beginnen. Als Spieler des Spiels wurde Sarfraz Ahmed ausgezeichnet.
| 7. März Scorecard | Hobart | Irland 331-8 (50)         | – | Simbabwe 326 (49.3) |
|                   |        | Irland gewinnt mit 5 Runs |   |                     |

Simbabwe gewann den Münzwurf und entschied sich als Feldmannschaft zu beginnen. Als Spieler des Spiels wurde Ed Joyce ausgezeichnet.
| 10. März Scorecard | Hamilton | Irland 259 (49.0)            | – | Indien 260-2 (36.5) |
|                    |          | Indien gewinnt mit 8 Wickets |   |                     |

Irland gewann den Münzwurf und entschied sich als Schlagmannschaft zu beginnen. Als Spieler des Spiels wurde Shikhar Dhawan ausgezeichnet.
| 12. März Scorecard | Wellington | Südafrika 341-6 (50)           | – | Ver. Arab. Emirate 195 (47.3) |
|                    |            | Südafrika gewinnt mit 146 Runs |   |                               |

Die Vereinigten Arabischen Emirate gewannen den Münzwurf und entschieden sich als Feldmannschaft zu beginnen. Als Spieler des Spiels wurde Ab de Villiers ausgezeichnet.
| 14. März Scorecard | Auckland | Simbabwe 287 (48.5)          | – | Indien 288-4 (48.4) |
|                    |          | Indien gewinnt mit 6 Wickets |   |                     |

Indien gewann den Münzwurf und entschied sich als Feldmannschaft zu beginnen. Als Spieler des Spiels wurde Suresh Raina ausgezeichnet.
| 15. März Scorecard | Napier | Ver. Arab. Emirate 175 (47.4)      | – | West Indies 176-4 (30.3) |
|                    |        | West Indies gewinnen mit 6 Wickets |   |                          |

Die West Indies gewannen den Münzwurf und entschieden sich als Feldmannschaft zu beginnen. Als Spieler des Spiels wurde Jason Holder ausgezeichnet.
| 15. März Scorecard | Adelaide | Irland 237 (50)                | – | Pakistan 241-3 (46.1) |
|                    |          | Pakistan gewinnt mit 7 Wickets |   |                       |

Irland gewann den Münzwurf und entschied sich als Schlagmannschaft zu beginnen. Als Spieler des Spiels wurde Sarfraz Ahmed ausgezeichnet.

## Viertelfinale
Die Gruppensieger traten gegen den Vierten, die Zweitplatzierten gegen den Dritten der jeweils anderen Gruppe an.
Während die Austragungsorte und deren Termine feststanden, hangen die dort ausgetragenen Paarungen von den Ergebnissen der Vorrundengruppe A ab. Falls sich Australien qualifizieren sollte, wurde festgelegt, dass sie ihr Viertelfinalspiel in Adelaide bestreiten. Entsprechendes wurde festgelegt für Neuseeland in Wellington, England in Melbourne und Sri Lanka in Sydney.
Im Falle eines Unentschiedens, einer Spielabsage oder eines No Result wäre jeweils diejenige Mannschaft ins Halbfinale eingezogen, die in der Vorrunde die bessere Platzierung erreicht hatte. Für alle Spiele ab dem Viertelfinale war ein Zusatztag vorgesehen, an dem das Spiel beendet werden konnte.
| 18. März Scorecard | Sydney | Sri Lanka 133 (37.2)            | – | Südafrika 134-1 (18.0) |
|                    |        | Südafrika gewinnt mit 9 Wickets |   |                        |

Im ersten Viertelfinale galt Südafrika dank seines Abschneidens in der Vorrunde als Favorit. Jedoch hatte es die Mannschaft in der Vergangenheit bisher bei vier Versuchen nicht geschafft ein Ausscheidungsspiel bei einem Cricket World Cup zu gewinnen. Sri Lanka gewann den Münzwurf und wählte zunächst als Schlagmannschaft anzutreten. Dort verloren sie schnell zwei Wickets, was zu einer vorerst niedrigen Run Rate führte. Letztere stabilisierte sich anschließend bei vier Runs per Over als Kumar Sangakkara und Lahiru Thirimanne den Schlag übernahmen. Ab dem 20. Over fielen die Wickets von Sangakarras Partnern und so hatten die Bowler Imran Tahir mit vier Wickets und Jean-Paul Duminy, dem ein Hattrick gelang, maßgeblichen Anteil daran, dass Sri Lanka nach 37.2 Overn alle Wickets verloren hatte. In der Antwort Südafrikas spielte sich die Run Rate schnell bei 6 Runs per Over ein. Zwar gelang Lasith Malinga noch ein Wicket, jedoch war es Quinton de Kock, der mit seinen 78 Runs einen Großteil der Sri-lankischen Vorlage erspielte, was Südafrika letztlich nach 18 Overn gelang.
| 19. März Scorecard | Melbourne | Indien 302-6 (50)           | – | Bangladesch 193 (45.0) |
|                    |           | Indien gewinnt mit 109 Runs |   |                        |

Bangladesch bestritt in diesem Spiel das erste Ausscheidungsspiel einer Weltmeisterschaft. Indien entschied sich nach dem Münzwurf für den Schlag und begann zunächst verhalten. Bangladesch gelang es mit seinem Bowling, Indien für lange Zeit bei einer Run Rate von ca. 5 Runs per Over zu halten. Jedoch gelangen ihnen bis zum 28. Over nur drei Wickets und so eröffnete sich für den startenden Batsmen Rohit Sharma und den neu hereinkommenden Suresh Raina die Möglichkeit das Risiko zu erhöhen. Zusammen erzielten sie eine Partnerschaft von 122 Runs, bevor Raina mit 65 Runs ausschied. Ein von Sharma geschlagener aber von Bangladesch gefangener Ball wurde auf Grund eines umstrittenen No Balls im 40. Over nicht als Wicket anerkannt, und so konnte Sharma seine Runzahl auf 137 erhöhen. Nach 50 Overn hatte Indien insgesamt 302 Runs erreicht. Die Antwort von Bangladesch konnte zunächst mit der Vorlage von Indien mithalten. Jedoch verloren sie mehrere Wickets, wenn sie versuchten ihre Run Rate entscheidend zu erhöhen. Der dadurch entstehende erhöhte Druck führte zu weiteren Fehlern und so endete im 45. Over das Innings von Bangladesch mit dem Fall des letzten Wickets und 109 Runs zu wenig.
| 20. März Scorecard | Adelaide | Pakistan 213 (49.5)              | – | Australien 216-4 (33.5) |
|                    |          | Australien gewinnt mit 6 Wickets |   |                         |

Pakistan entschied sich nach dem Münzwurf mit dem Schlag zu beginnen, verlor jedoch schon früh seine beiden startenden Batsmen. Mit den folgenden Batsmen Haris Sohail und Misbah-ul-Haq konnten das Spiel stabilisieren und zusammen eine Partnerschaft mit 73 Runs aufbauen. Von da an blieb die Run Rate konstant bei ca. 5 Runs per Over, jedoch konnte kein Batsmen im Folgenden hohe Runzahlen erzielen. Bester Bowler der Gastgeber war Josh Hazlewood mit vier Wickets. Australien versuchte früh eine höhere Run rate als Pakistan zu erreichen. Als auch bei ihnen die startenden Batsmen früh ausschieden, waren es Steve Smith und Shane Watson, die mit jeweils mehr als 60 Runs entscheidend zum Sieg beitrugen. Pakistan verpasste es dabei mehrfach einen Durchbruch zu erzielen, als sie mehrere Chancen den Ball zu fangen ungenutzt ließen. Nachdem Smith ausgeschieden war, war es Glenn Maxwell, der mit seinen 44 Runs den Sieg sicherte.
| 21. März Scorecard | Wellington | Neuseeland 393-6 (50)           | – | West Indies 250 (30.3) |
|                    |            | Neuseeland gewinnt mit 143 Runs |   |                        |

Gastgeber Neuseeland galt als Favorit und entschied sich nach dem Münzwurf als Schlagmannschaft zu beginnen. Dort begann Martin Guptill als startender Batsmen und dominierte das Innings der Neuseeländer. Die West Indies konnten zwar mit ihren Bowlern Jerome Taylor und Andre Russell dessen Partner entfernen, Guptill jedoch gelangen 237 Runs ohne sein Wicket zu verlieren. So endete das Innings mit 393 Runs für Neuseeland. Die Antwort der West Indies begann zunächst mit einer höheren Run Rate als Neuseeland. Chris Gayle erzielte als startender Batsmen 61 Runs, jedoch verloren die anderen West-Indischen Batsmen früh ihre Wickets. Es war vor allem Trent Boult der mit seinen vier Wickets den Druck auf die West Indies erhöhte. So endete das Innings nach 30 Overn und den West Indies fehlten 143 Runs um im Turnier zu verbleiben.

## Halbfinale
Auch in den Halbfinalen wurden Vorfestlegungen getroffen sollten sich bestimmte Nationen qualifizieren. Im Falle einer Qualifikation Neuseelands, spielten sie das Halbfinale in Auckland, im Fall von Australien in Sydney. Wären beide Mannschaften aufeinander getroffen, hätte die Mannschaft Heimrecht, die die bessere Vorrundenplatzierung in Gruppe A hatte. Im Falle eines Unentschiedens, einer Spielabsage oder eines No Result wäre jeweils diejenige Mannschaft ins Finale eingezogen, die in der Vorrunde die bessere Platzierung erreicht hatte.
| 24. März Scorecard | Auckland | Südafrika 281-5 (43/43)                       | – | Neuseeland 299-6 (42.5/43) |
|                    |          | Neuseeland gewinnt mit 4 Wickets (D/L method) |   |                            |

Im ersten Halbfinale standen sich Neuseeland und Südafrika gegenüber die beide erstmals in ein Weltmeisterschaftsfinale einziehen wollten. Südafrika gewann den Münzwurf und entschied sich, als Schlagmannschaft zu beginnen. Die beiden startenden Batsmen verloren bereits nach 8 Overn durch Bowler Trent Boult ihre Wickets und die Run Rate war zunächst niedrig. Erst als Rilee Rossouw das dritte Wicket für die Südafrikaner im 26. Over verlor und AB de Villiers ins Spiel kam, konnte dieser zusammen mit Faf du Plessis die Run Rate deutlich erhöhen. Beide erreichten jeweils mehr als 60 Runs. Nach dem 37. Over wurde das Spiel auf Grund von Regen unterbrochen. Als es wieder aufgenommen werden konnte, wurde die Overzahl für beide Mannschaften auf 43 Over reduziert. Du Plessis verlor kurz darauf sein Wicket und Südafrika konnte insgesamt 281 Runs bis zum Ende des Innings erzielen. Um für das Wissen der Neuseeländer um die reduzierte Overzahl zu Beginn ihres Innings zu korrigieren, wurde das Ziel mittels der Duckworth-Lewis-Stern Method auf 298 Runs festgesetzt. Die Neuseeländer begannen mit einer sehr viel höheren Run Rate, indem Brendon McCullum 59 Runs in 26 Bällen erzielte, bevor er im 6. Over sein Wicket verlor. Bis zum vierten Wicket, das im 21. Over fiel, hatte Neuseeland 149 Runs erzielt. Die nun folgende Partnerschaft mit Grant Elliott und Corey Anderson gelang es, das Spiel zu stabilisieren. Mit dem Fall des Wickets von Anderson, welches das dritte Wicket von Bowler Morne Morkel war, waren für Neuseeland noch immer 46 Runs in 5 Overn zu erzielen. Dies gelang hauptsächlich Elliot, dem späteren Man of the Match, der zwei Bälle vor Schluss mit einem Boundary das Ziel erreichen konnte.
| 26. März Scorecard | Sydney | Australien 328-7 (50)          | – | Indien 233 (46.5) |
|                    |        | Australien gewinnt mit 95 Runs |   |                   |

Australien entschied sich nach dem Münzwurf, am Schlag zu beginnen. Sie begannen mit einer hohen Run Rate, verloren aber schon im 3. Over ihren Eröffnungs-Batsman David Warner. Die nun folgende Partnerschaft zwischen Aaron Finch und Steve Smith konnte das Spiel stabilisieren und erzielte zusammen 182 Runs. Als Smith im 34. Over ausschied, hatte er 105 Runs erzielt und die Run Rate auf ca. 6 Runs per Over gesteigert. In der Folge gelang es keinem australischen Batsmen noch, eine hohe Anzahl von Runs zu erzielen, und die Wickets fielen in kurzen Abständen (keine Partnerschaft dauerte mehr als 5 Over). Dennoch konnte die Mannschaft bis zum Ende ihrer 50 Over insgesamt 328 Runs erringen. Bester Bowler der indischen Mannschaft war Umesh Yadav mit 4 Wickets. Die Antwort Indiens begann zunächst vielversprechend, erlitt jedoch einen Rückschlag als das erste Wicket von Shikhar Dhawan im 12. Over fiel. Anschließend sank die Run Rate und mehrere Schlagmänner der indischen Mannschaft schieden schon sehr früh aus. Einzig Ajinkya Rahane mit 44 und Kapitän MS Dohni mit 65 Runs konnten noch nennenswerte Beiträge liefern. Als letzterer im 44. Over mit dem Fall des 7. Wickets nach einem Run Out ausschied, dauerte es nur noch 14 Bälle, bis auch die anderen drei Wickets gefallen waren. Indien schied damit nach 233 erzielten Runs nach 46.5 Overn aus dem Turnier aus.

## Finale
Entgegen der ursprünglichen Planung wäre der Weltmeister im Falle eines Unentschiedens durch Super Over ermittelt worden.
| 29. März Scorecard | Melbourne | Neuseeland 183 (45)              | – | Australien 186-3 (33.1) |
|                    |           | Australien gewinnt mit 7 Wickets |   |                         |

Im Finale trafen die beiden Gastgebernationen Neuseeland und Australien aufeinander. Für Neuseeland war es das erste Finale, nachdem es zuvor sechs Mal im Halbfinale einer Weltmeisterschaft gescheitert war. Australien strebte den fünften Titel an. Neuseeland gewann den Münzwurf und entschied sich, mit dem Schlag zu beginnen. Australien gelang schon früh der erste Durchbruch, als Mitchell Starc das erste von zwei Wickets gegen den neuseeländischen Kapitän Brendon McCullum gelang. Die Run Rate blieb zunächst niedrig und fiel auf 3 Runs per Over, als Neuseeland die Wickets zwei und drei von Martin Guptill und Kane Williamson im 12. und 13. Over verlor. Daraufhin gelang es Ross Taylor und Grant Elliott, das Spiel zu stabilisieren. Die Run Rate stieg auf vier Runs per Over und zusammen erzielten sie eine Partnerschaft von 112 Runs. Im 36. Over beantragte Australien sein Batting-Powerplay und gleich mit dem ersten Ball gelang James Faulkner mit dem Wicket von Taylor der Durchbruch. Zwei Bälle später erzielte er ein weiteres Wicket, und als im Folgenden Over Starc das insgesamt 6. Wicket erzielte, geriet Neuseeland stark unter Druck. Der noch im Spiel befindliche Elliott versuchte nun mit Daniel Vettori, abermals Ruhe in das Spiel zu bringen, doch als deren beiden Wickets im 41. und 42. Over fielen, hatte Neuseeland die Chance auf eine gute Vorlage verspielt. Im 45. Over waren auch die beiden letzten Wickets gefallen und Neuseeland musste sich mit 183 Runs zufriedengeben. Australien begann seine Antwort zunächst ruhig und Aaron Finch wurde durch Trent Boult im 2. Over aus dem Spiel entfernt. Daraufhin spielte sein mit ihm eröffnender Batsmen David Warner aggressiver und erhöhte die Run Rate auf kurzzeitig 7 Runs per Over. Als er im 13. Over sein Wicket nach 45 Runs fiel, hatte er für Australien eine gute Ausgangsbasis geschaffen. Nun waren es Steve Smith und Kapitän Michael Clark, der kurz vor dem Spiel seinen Rückzug vom One-Day Cricket erklärt hatte, die das Spiel kontrollierten. Sie erzielten zusammen eine Partnerschaft von 112 Runs, bis Clark nach 74 Runs im 32. Over sein Wicket verlor. Die verbliebenen 8 Runs wurden von den beiden Australiern Smith und Shane Watson nun in 12 Bällen erreicht. Der Schlusspunkt wurde von Smith mit einem Boundary zum 186. Run bei drei gefallenen Wickets gesetzt. Damit war Australien zum fünften Mal Weltmeister. Als Man of the Match wurde James Faulkner gewählt.

## Statistiken

Ergebnis des Cricket World Cups 2015:
Sieger
Finalist
Halbfinalteilnahme
Viertelfinalteilnahme
In der Gruppenphase ausgeschieden
Keine Teilnahme

Während des Turniers wurden die folgenden Cricketstatistiken erzielt.
| ODIs             | ODIs        | ODIs    | ODIs    | ODIs    | ODIs    | ODIs    | ODIs    | ODIs    |
| Batting          | Batting     | Batting | Batting | Batting | Batting | Batting | Batting | Batting |
| Spieler          | Mannschaft  | Spiele  | Innings | Runs    | Average | HS      | 100s    | 50s     |
| ---------------- | ----------- | ------- | ------- | ------- | ------- | ------- | ------- | ------- |
| Martin Guptill   | Neuseeland  | 9       | 9       | 547     | 68,37   | 237*    | 2       | 1       |
| Kumar Sangakkara | Sri Lanka   | 7       | 7       | 541     | 108,20  | 124     | 4       | 0       |
| AB de Villiers   | Südafrika   | 8       | 7       | 482     | 96,40   | 162*    | 1       | 3       |
| Brendan Taylor   | Simbabwe    | 6       | 6       | 433     | 72,16   | 138     | 2       | 1       |
| Shikhar Dhawan   | Indien      | 8       | 8       | 412     | 51,50   | 137     | 2       | 1       |
| Bowling          |             |         |         |         |         |         |         |         |
| Spieler          | Mannschaft  | Spiele  | Overs   | Wickets | Average | BBI     | 5W      | 10W     |
| Mitchell Starc   | Australien  | 8       | 63.5    | 22      | 10,18   | 6/28    | 1       | 0       |
| Trent Boult      | Neuseeland  | 9       | 85.0    | 22      | 16,86   | 5/27    | 1       | 0       |
| Umesh Yadav      | Indien      | 8       | 64.2    | 18      | 17,83   | 4/31    | 0       | 0       |
| Mohammed Shami   | Indien      | 7       | 61.0    | 17      | 17,29   | 4/35    | 0       | 0       |
| Morne Morkel     | Südafrika   | 8       | 68.1    | 17      | 17.58   | 3/34    | 0       | 0       |
| Jerome Taylor    | West Indies | 7       | 57.3    | 17      | 19,29   | 3/15    | 0       | 0       |